# اگویبو
اگویبو (به لاتین: Agouebou) یک منطقهٔ مسکونی در توگو است که در منطقه کارا واقع شده‌است.